# Capenariana meridionalis
Capenariana meridionalis är en insektsart som beskrevs av Victor Lallemand 1959. Capenariana meridionalis ingår i släktet Capenariana och familjen lyktstritar. Inga underarter finns listade i Catalogue of Life.